# Screen Actors Guild Award/Bestes Schauspielensemble

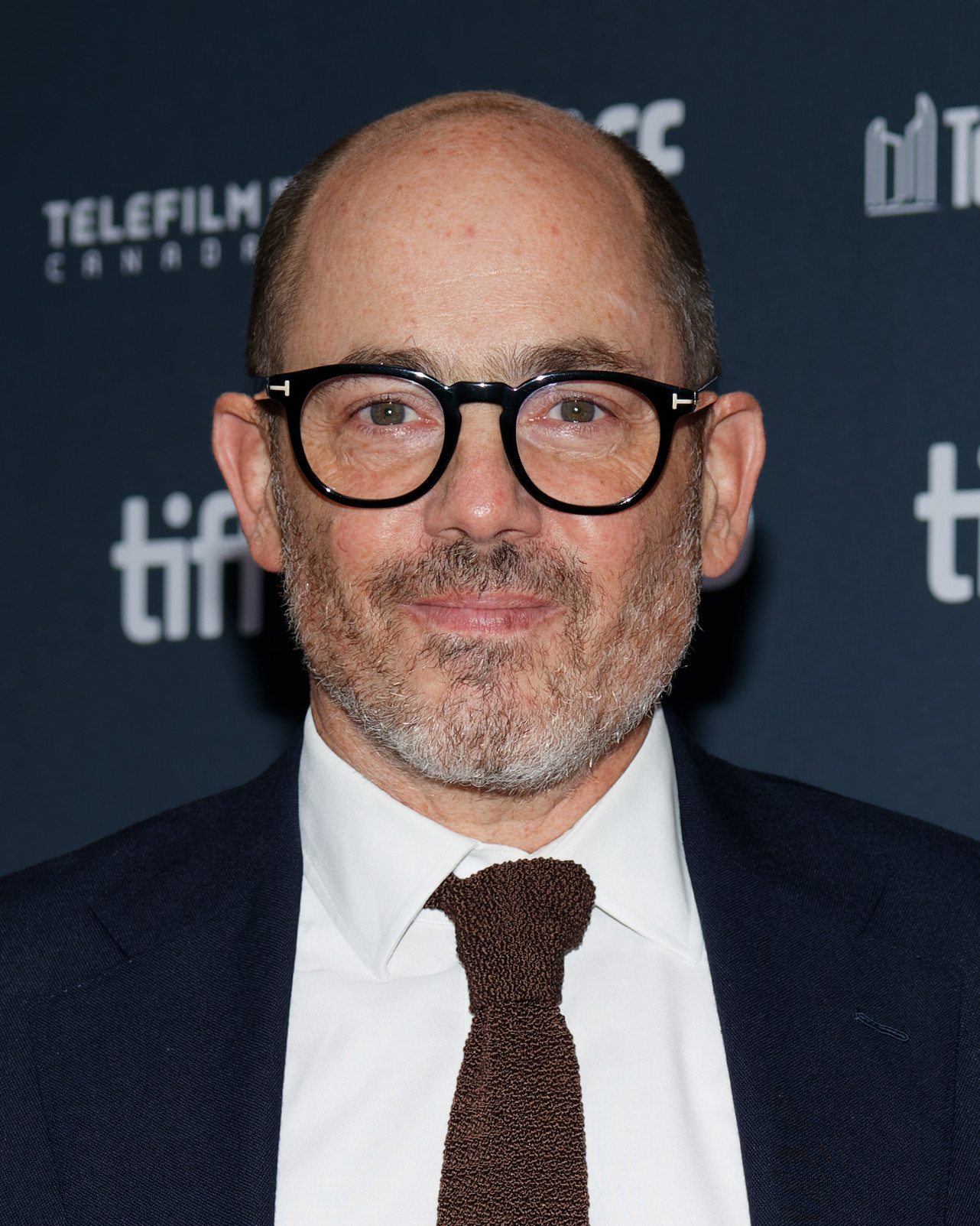
Edward Berger, Regisseur des 2025 prämierten Films Konklave

Der Screen Actors Guild Award in der Kategorie Bestes Schauspielensemble (Originalbezeichnung: Outstanding Performance by a Cast in a Motion Picture) ist eine der Auszeichnungen, die jährlich in den Vereinigten Staaten von der Screen Actors Guild, einer Gewerkschaft von Schauspielern, verliehen werden. Sie richtet sich an Ensemble, die eine hervorragende Leistung in einer Haupt- oder Nebenrolle in einem Spielfilm erbracht haben. Die Kategorie wurde 1996 ins Leben gerufen. Die Gewinner werden in einer geheimen Abstimmung durch die Vollmitglieder der Gewerkschaft ermittelt.

## Statistik

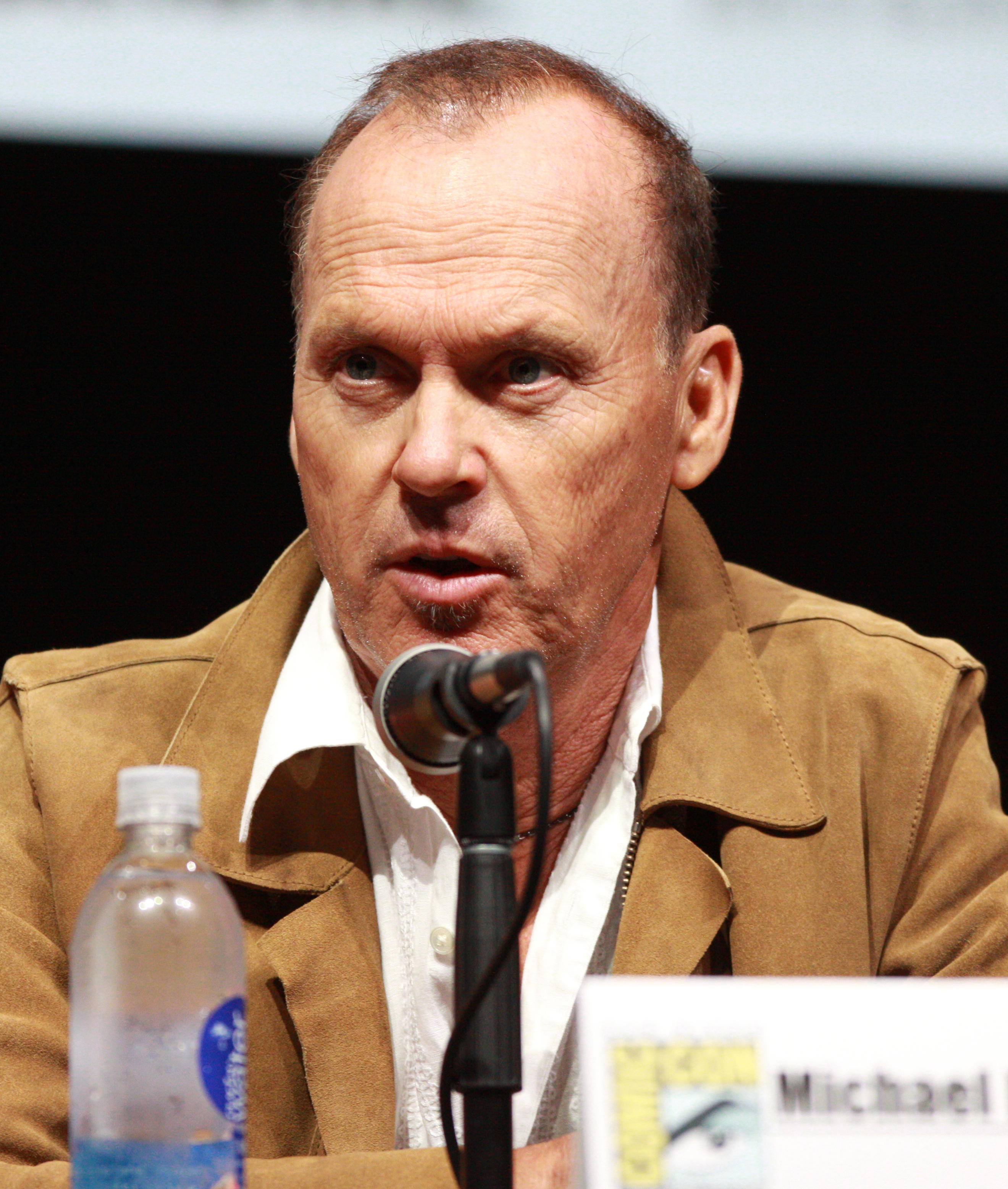
Dreimaliger Sieger Michael Keaton (2013)

Die Kategorie Bestes Schauspielensemble wurde zur zweiten Verleihung im Februar 1996 geschaffen. Seitdem wurden an 283 verschiedene Schauspieler eine Gesamtanzahl von 302 Preisen in dieser Kategorie verliehen. Die ersten Preisträger waren Kevin Bacon, Tom Hanks, Ed Harris, Bill Paxton, Kathleen Quinlan und Gary Sinise, die 1996 als Teil des Ensembles von Ron Howards Filmdrama Apollo 13 ausgezeichnet wurden. Die bisher letzten Preisträger waren Sergio Castellitto, Ralph Fiennes, John Lithgow, Lucian Msamati, Isabella Rossellini und Stanley Tucci, die 2025 als Teil des Ensembles von Edward Bergers Thriller Konklave geehrt wurden.
Mit dem Stand der Verleihung 2025 stimmte der Gewinner dieser Kategorie in 15 Fällen mit dem späteren Oscar-Preisträger für den besten Film überein; zuletzt 2024 mit Oppenheimer geschehen. Von allen für den besten Film ausgezeichneten Werken gibt es mit Braveheart, Shape of Water, Green Book und Nomadland vier Filme, die zuvor keine SAG-Nominierung für das beste Schauspielensemble erhielten. Umgekehrt gibt es mit The Birdcage nur einen SAG-Gewinner, der später nicht für den Oscar als bester Film nominiert wurde. Insgesamt gibt es neun nominierte Filme, die nie für irgendeinen Oscar nominiert wurden, zuletzt 2019 mit Crazy Rich geschehen.
Älteste Gewinnerin mit 87 Jahren war 2012 die US-Amerikanerin Cicely Tyson (The Help); ältester Gewinner mit 94 Jahren 2023 ihr Landsmann James Hong (Everything Everywhere All at Once). Jüngste Gewinnerinnen waren mit jeweils zehn Jahren 2007 die US-Amerikanerin Abigail Breslin (Little Miss Sunshine) und 2009 die Inderin Rubina Ali (Slumdog Millionär); jüngste Gewinner mit jeweils acht Jahren 2009 der Inder Ayush Mahesh Khedekar (Slumdog Millionär) und 2020 der Südkoreaner Jung Hyun-joon (Parasite).
Älteste nominierte Schauspielerin mit 91 Jahren war 2019 die US-Amerikanerin Lisa Lu (Crazy Rich); ältester nominierte Schauspieler mit 94 Jahren 2023 ihr Landsmann James Hong (Everything Everywhere All at Once). Jüngste nominierte Schauspielerin mit acht Jahren war 2004 die Irin Emma Bolger (In America); jüngster nominierte Schauspieler mit sechs Jahren 1999 der Italiener Giorgio Cantarini (Das Leben ist schön).
| Statistik                          | Schauspieler      | Anzahl | Jahre                                     |
| ---------------------------------- | ----------------- | ------ | ----------------------------------------- |
| Häufigste Auszeichnung             | Michael Keaton    | 3      | 2015, 2016, 2021                          |
| Häufigste Nominierungen (* = Sieg) | Cate Blanchett    | 7      | 2002, 2003, 2004*, 2005, 2007, 2009, 2022 |
|                                    | Brad Pitt         | 7      | 2007, 2009, 2010*, 2014, 2016, 2020, 2023 |
| Häufigste Nominierungen ohne Sieg  | Russell Crowe     | 6      | 1998, 2001, 2002, 2008 (2), 2013          |
|                                    | Leonardo DiCaprio | 6      | 1997, 1998, 2005, 2007, 2020, 2022        |
|                                    | Meryl Streep      | 6      | 1997, 2003 (2×), 2009, 2014, 2022         |

## Gewinner und Nominierte
Die unten aufgeführten Filme werden mit ihrem deutschen Verleihtitel (sofern ermittelbar) angegeben, danach folgt in Klammern in kursiver Schrift der fremdsprachige Originaltitel. Die Nennung des Originaltitels entfällt, wenn deutscher und fremdsprachiger Filmtitel identisch sind. Die Gewinner stehen hervorgehoben in fetter Schrift an erster Stelle.

### 1996–2000
1996
Apollo 13

Kevin Bacon, Tom Hanks, Ed Harris, Bill Paxton, Kathleen Quinlan und Gary Sinise
Schnappt Shorty (Get Shorty)
Danny DeVito, Dennis Farina, James Gandolfini, Gene Hackman, Delroy Lindo, David Paymer, Rene Russo und John Travolta
Ein amerikanischer Quilt (How to Make an American Quilt)
Maya Angelou, Anne Bancroft, Ellen Burstyn, Samantha Mathis, Kate Nelligan, Winona Ryder, Jean Simmons, Lois Smith und Alfre Woodard
Nixon
Joan Allen, Brian Bedford, Powers Boothe, Kevin Dunn, Fyvush Finkel, Annabeth Gish, Tony Goldwyn, Larry Hagman, Ed Harris, Edward Herrmann, Anthony Hopkins, Bob Hoskins, Madeline Kahn, E. G. Marshall, David Paymer, David Hyde Pierce, Paul Sorvino, Mary Steenburgen, J. T. Walsh und James Woods
Sinn und Sinnlichkeit (Sense and Sensibility)
Hugh Grant, Alan Rickman, Emma Thompson und Kate Winslet
1997
The Birdcage – Ein Paradies für schrille Vögel (The Birdcage)

Hank Azaria, Christine Baranski, Dan Futterman, Gene Hackman, Nathan Lane, Dianne Wiest und Robin Williams
Der englische Patient (The English Patient)
Naveen Andrews, Juliette Binoche, Willem Dafoe, Ralph Fiennes, Colin Firth, Jürgen Prochnow, Kristin Scott Thomas und Julian Wadham
Marvins Töchter (Marvin’s Room)
Hume Cronyn, Robert De Niro, Leonardo DiCaprio, Dan Hedaya, Diane Keaton, Hal Scardino, Meryl Streep und Gwen Verdon
Shine – Der Weg ins Licht (Shine)
John Gielgud, Armin Mueller-Stahl, Lynn Redgrave, Geoffrey Rush, Noah Taylor und Googie Withers
Sling Blade – Auf Messers Schneide (Sling Blade)
Lucas Black, Natalie Canerday, Robert Duvall, James Hampton, John Ritter, Billy Bob Thornton, J. T. Walsh und Dwight Yoakam
1998
Ganz oder gar nicht (The Full Monty)

Mark Addy, Paul Barber, Robert Carlyle, Deirdre Costello, Steve Huison, Bruce Jones, Lesley Sharp, William Snape, Hugo Speer, Tom Wilkinson und Emily Woof
Boogie Nights
Don Cheadle, Heather Graham, Luis Guzmán, Philip Baker Hall, Philip Seymour Hoffman, Thomas Jane, Ricky Jay, William H. Macy, Alfred Molina, Julianne Moore, Nicole Ari Parker, John C. Reilly, Burt Reynolds, Robert Ridgely (postum), Mark Wahlberg und Melora Walters
Good Will Hunting
Ben Affleck, Matt Damon, Minnie Driver, Stellan Skarsgård und Robin Williams
L.A. Confidential
Kim Basinger, James Cromwell, Russell Crowe, Danny DeVito, Guy Pearce, Kevin Spacey und David Strathairn
Titanic
Suzy Amis, Kathy Bates, Leonardo DiCaprio, Frances Fisher, Bernard Fox, Victor Garber, Bernard Hill, Jonathan Hyde, Danny Nucci, Bill Paxton, Gloria Stuart, David Warner, Kate Winslet und Billy Zane
1999
Shakespeare in Love

Ben Affleck, Simon Callow, Jim Carter, Martin Clunes, Judi Dench, Joseph Fiennes, Colin Firth, Gwyneth Paltrow, Geoffrey Rush, Antony Sher, Imelda Staunton, Tom Wilkinson und Mark Williams
Das Leben ist schön (La vita è bella)
Roberto Benigni, Nicoletta Braschi, Horst Buchholz, Sergio Bustric, Giorgio Cantarini, Giustino Durano, Amerigo Fontani, Giuliana Lojodice und Marisa Paredes
Little Voice
Annette Badland, Brenda Blethyn, Jim Broadbent, Michael Caine, Jane Horrocks, Philip Jackson und Ewan McGregor
Der Soldat James Ryan (Saving Private Ryan)
Edward Burns, Matt Damon, Jeremy Davies, Vin Diesel, Adam Goldberg, Tom Hanks, Barry Pepper, Giovanni Ribisi und Tom Sizemore
Lang lebe Ned Devine! (Waking Ned Devine)
Ian Bannen, Fionnula Flanagan, David Kelly, Susan Lynch und James Nesbitt
2000
American Beauty

Annette Bening, Wes Bentley, Thora Birch, Chris Cooper, Peter Gallagher, Allison Janney, Kevin Spacey und Mena Suvari
Being John Malkovich
Orson Bean, John Cusack, Cameron Diaz, Catherine Keener, John Malkovich, Mary Kay Place und Charlie Sheen
Gottes Werk & Teufels Beitrag (The Cider House Rules)
Jane Alexander, Erykah Badu, Kathy Baker, Michael Caine, Kieran Culkin, Delroy Lindo, Tobey Maguire, Kate Nelligan, Paul Rudd und Charlize Theron
The Green Mile
Patricia Clarkson, James Cromwell, Jeffrey DeMunn, Michael Clarke Duncan, Graham Greene, Tom Hanks, Bonnie Hunt, Doug Hutchison, Michael Jeter, David Morse, Barry Pepper, Sam Rockwell und Harry Dean Stanton
Magnolia
Jeremy Blackman, Tom Cruise, Melinda Dillon, April Grace, Luis Guzmán, Philip Baker Hall, Philip Seymour Hoffman, Ricky Jay, William H. Macy, Alfred Molina, Julianne Moore, John C. Reilly, Jason Robards und Melora Walters

### 2001–2010
2001
Traffic – Macht des Kartells (Traffic)

Steven Bauer, Benjamin Bratt, James Brolin, Don Cheadle, Erika Christensen, Clifton Collins junior, Benicio del Toro, Michael Douglas, Miguel Ferrer, Albert Finney, Topher Grace, Luis Guzmán, Amy Irving, Tomás Milián, D. W. Moffett, Dennis Quaid, Peter Riegert, Jacob Vargas und Catherine Zeta-Jones
Almost Famous – Fast berühmt (Almost Famous)
Fairuza Balk, Billy Crudup, Patrick Fugit, Philip Seymour Hoffman, Kate Hudson, Jason Lee, Frances McDormand, Anna Paquin und Noah Taylor
Billy Elliot – I Will Dance (Billy Elliot)
Jamie Bell, Jamie Draven, Gary Lewis und Julie Walters
Chocolat – Ein kleiner Biss genügt (Chocolat)
Juliette Binoche, Leslie Caron, Judi Dench, Johnny Depp, Alfred Molina, Carrie-Anne Moss, Hugh O’Conor, Lena Olin, Peter Stormare und John Wood
Gladiator
Russell Crowe, Richard Harris, Djimon Hounsou, Derek Jacobi, Connie Nielsen, Joaquin Phoenix und Oliver Reed (postum)
2002
Gosford Park

Eileen Atkins, Bob Balaban, Alan Bates, Charles Dance, Stephen Fry, Michael Gambon, Richard E. Grant, Tom Hollander, Derek Jacobi, Kelly Macdonald, Helen Mirren, Jeremy Northam, Clive Owen, Ryan Phillippe, Kristin Scott Thomas, Maggie Smith, Geraldine Somerville, Sophie Thompson, Emily Watson und James Wilby
A Beautiful Mind – Genie und Wahnsinn (A Beautiful Mind)
Paul Bettany, Jennifer Connelly, Russell Crowe, Adam Goldberg, Ed Harris, Judd Hirsch, Josh Lucas, Austin Pendleton, Christopher Plummer, Anthony Rapp und Jason Gray-Stanford
In the Bedroom
William Mapother, Sissy Spacek, Nick Stahl, Marisa Tomei, Celia Weston, Tom Wilkinson und William Wise
Der Herr der Ringe: Die Gefährten (The Lord of the Rings: The Fellowship of the Ring)
Sean Astin, Sean Bean, Cate Blanchett, Orlando Bloom, Billy Boyd, Ian Holm, Christopher Lee, Ian McKellen, Dominic Monaghan, Viggo Mortensen, John Rhys-Davies, Andy Serkis, Liv Tyler, Hugo Weaving und Elijah Wood
Moulin Rouge (Moulin Rouge!)
Jim Broadbent, Nicole Kidman, John Leguizamo, Ewan McGregor und Richard Roxburgh
2003
Chicago

Christine Baranski, Ekaterina Chtchelkanova, Taye Diggs, Denise Faye, Colm Feore, Richard Gere, Deidre Goodwin, Mya Harrison, Lucy Liu, Queen Latifah, Susan Misner, John C. Reilly, Dominic West, Renée Zellweger und Catherine Zeta-Jones
Adaption – Der Orchideen-Dieb (Adaptation.)
Nicolas Cage, Chris Cooper, Brian Cox, Cara Seymour, Meryl Streep und Tilda Swinton
The Hours – Von Ewigkeit zu Ewigkeit (The Hours)
Toni Collette, Claire Danes, Jeff Daniels, Stephen Dillane, Ed Harris, Allison Janney, Nicole Kidman, Julianne Moore, John C. Reilly, Miranda Richardson und Meryl Streep
Der Herr der Ringe: Die zwei Türme (The Lord of the Rings: The Two Towers)
Sean Astin, Cate Blanchett, Orlando Bloom, Billy Boyd, Brad Dourif, Bernard Hill, Christopher Lee, Ian McKellen, Dominic Monaghan, Viggo Mortensen, Miranda Otto, John Rhys-Davies, Andy Serkis, Liv Tyler, Hugo Weaving, David Wenham und Elijah Wood
My Big Fat Greek Wedding – Hochzeit auf griechisch (My Big Fat Greek Wedding)
Gia Carides, Michael Constantine, John Corbett, Joey Fatone, Lainie Kazan, Andrea Martin und Nia Vardalos
2004
Der Herr der Ringe: Die Rückkehr des Königs (The Lord of the Rings: The Return of the King)

Sean Astin, Sean Bean, Cate Blanchett, Orlando Bloom, Billy Boyd, Bernard Hill, Ian Holm, Ian McKellen, Dominic Monaghan, Viggo Mortensen, John Noble, Miranda Otto, John Rhys-Davies, Andy Serkis, Liv Tyler, Karl Urban, Hugo Weaving, David Wenham und Elijah Wood
In America
Emma Bolger, Sarah Bolger, Paddy Considine, Djimon Hounsou und Samantha Morton
Mystic River
Kevin Bacon, Laurence Fishburne, Marcia Gay Harden, Laura Linney, Sean Penn und Tim Robbins
Seabiscuit – Mit dem Willen zum Erfolg (Seabiscuit)
Elizabeth Banks, Jeff Bridges, Chris Cooper, William H. Macy, Tobey Maguire und Gary Stevens
Station Agent (The Station Agent)
Paul Benjamin, Bobby Cannavale, Patricia Clarkson, Peter Dinklage, Raven Goodwin und Michelle Williams
2005
Sideways

Thomas Haden Church, Paul Giamatti, Virginia Madsen und Sandra Oh
Aviator (The Aviator)
Alan Alda, Alec Baldwin, Kate Beckinsale, Cate Blanchett, Leonardo DiCaprio, Ian Holm, Danny Huston, Jude Law, John C. Reilly und Gwen Stefani
Wenn Träume fliegen lernen (Finding Neverland)
Julie Christie, Johnny Depp, Freddie Highmore, Dustin Hoffman, Radha Mitchell, Joe Prospero, Nick Roud, Luke Spill und Kate Winslet
Hotel Ruanda (Hotel Rwanda)
Don Cheadle, Nick Nolte, Sophie Okonedo und Joaquin Phoenix
Million Dollar Baby
Clint Eastwood, Morgan Freeman und Hilary Swank
Ray
Aunjanue Ellis, Jamie Foxx, Terrence Howard, Regina King, Harry J. Lennix, Clifton Powell, Larenz Tate und Kerry Washington
2006
L.A. Crash (Crash)

Christopher „Ludacris“ Bridges, Sandra Bullock, Don Cheadle, Matt Dillon, Jennifer Esposito, William Fichtner, Brendan Fraser, Terrence Howard, Thandiwe Newton, Ryan Phillippe und Larenz Tate
Brokeback Mountain
Linda Cardellini, Anna Faris, Jake Gyllenhaal, Anne Hathaway, Heath Ledger, Randy Quaid und Michelle Williams
Capote
Bob Balaban, Marshall Bell, Clifton Collins junior, Chris Cooper, Bruce Greenwood, Philip Seymour Hoffman, Catherine Keener und Mark Pellegrino
Good Night, and Good Luck (Good Night, and Good Luck.)
Rose Abdoo, Alex Borstein, Robert John Burke,  Patricia Clarkson, George Clooney, Jeff Daniels, Reed Diamond, Tate Donovan, Robert Downey Jr., Grant Heslov, Peter Jacobson, Frank Langella, Tom McCarthy, Dianne Reeves, Matt Ross, David Strathairn und Ray Wise
Hustle & Flow
Anthony Anderson, Christopher „Ludacris“ Bridges, Isaac Hayes, Taraji P. Henson, Terrence Howard, Taryn Manning, Elise Neal, Paula Jai Parker und DJ Qualls
2007
Little Miss Sunshine

Alan Arkin, Abigail Breslin, Steve Carell, Toni Collette, Paul Dano und Greg Kinnear
Babel
Adriana Barraza, Cate Blanchett, Gael García Bernal, Rinko Kikuchi, Brad Pitt und Kōji Yakusho
Bobby
Harry Belafonte, Joy Bryant, Nick Cannon, Emilio Estevez, Laurence Fishburne, Brian Geraghty, Heather Graham, Anthony Hopkins, Helen Hunt, Joshua Jackson, David Krumholtz, Ashton Kutcher, Shia LaBeouf, Lindsay Lohan, William H. Macy, Svetlana Metkina, Demi Moore, Freddy Rodríguez, Martin Sheen, Christian Slater, Sharon Stone, Jacob Vargas, Mary Elizabeth Winstead und Elijah Wood
Departed – Unter Feinden (The Departed)
Anthony Anderson, Alec Baldwin, Matt Damon, Leonardo DiCaprio, Vera Farmiga, Jack Nicholson, Martin Sheen, Mark Wahlberg und Ray Winstone
Dreamgirls
Hinton Battle, Jamie Foxx, Danny Glover, Jennifer Hudson, Beyoncé Knowles, Sharon Leal, Eddie Murphy, Keith Robinson und Anika Noni Rose
2008
No Country for Old Men

Javier Bardem, Josh Brolin, Garret Dillahunt, Tess Harper, Woody Harrelson, Tommy Lee Jones und Kelly Macdonald
Todeszug nach Yuma (3:10 to Yuma)
Christian Bale, Russell Crowe, Peter Fonda, Ben Foster, Logan Lerman, Gretchen Mol, Dallas Roberts, Vinessa Shaw und Alan Tudyk
American Gangster
Armand Assante, Josh Brolin, Russell Crowe, Ruby Dee, Chiwetel Ejiofor, Idris Elba, Cuba Gooding junior, Carla Gugino, John Hawkes, Ted Levine, Joe Morton, Lymari Nadal, John Ortiz, RZA, Yul Vazquez und Denzel Washington
Hairspray
Nikki Blonsky, Amanda Bynes, Paul Dooley, Zac Efron, Allison Janney, Elijah Kelley, Queen Latifah, James Marsden, Michelle Pfeiffer, Brittany Snow, Jerry Stiller, John Travolta und Christopher Walken
Into the Wild
Brian Dierker, Marcia Gay Harden, Emile Hirsch, Hal Holbrook, William Hurt, Catherine Keener, Jena Malone, Kristen Stewart und Vince Vaughn
2009
Slumdog Millionär (Slumdog Millionaire)

Rubina Ali, Tanay Chheda, Ashutosh Lobo Gajiwala, Azharuddin Mohammed Ismail, Anil Kapoor, Irrfan Khan, Ayush Mahesh Khedekar, Tanvi Ganesh Lonkar, Madhur Mittal, Dev Patel und Freida Pinto
Der seltsame Fall des Benjamin Button (The Curious Case of Benjamin Button)
Mahershala Ali, Cate Blanchett, Jason Flemyng, Jared Harris, Taraji P. Henson, Elias Koteas, Julia Ormond, Brad Pitt, Phyllis Somerville und Tilda Swinton
Glaubensfrage (Doubt)
Amy Adams, Viola Davis, Philip Seymour Hoffman und Meryl Streep
Frost/Nixon
Kevin Bacon, Rebecca Hall, Toby Jones, Frank Langella, Matthew Macfadyen, Oliver Platt, Sam Rockwell und Michael Sheen
Milk
Josh Brolin, Joseph Cross, James Franco, Victor Garber, Emile Hirsch, Diego Luna, Denis O’Hare, Sean Penn und Alison Pill
2010
Inglourious Basterds

Daniel Brühl, August Diehl, Julie Dreyfus, Michael Fassbender, Sylvester Groth, Jacky Ido, Diane Kruger, Mélanie Laurent, Denis Ménochet, Mike Myers, Brad Pitt, Eli Roth, Til Schweiger, Rod Taylor, Christoph Waltz und Martin Wuttke
An Education
Dominic Cooper, Alfred Molina, Carey Mulligan, Rosamund Pike, Peter Sarsgaard, Emma Thompson und Olivia Williams
Tödliches Kommando – The Hurt Locker (The Hurt Locker)
Christian Camargo, Brian Geraghty, Evangeline Lilly, Anthony Mackie und Jeremy Renner
Nine
Marion Cotillard, Penélope Cruz, Daniel Day-Lewis, Judi Dench, Fergie, Kate Hudson, Nicole Kidman und Sophia Loren
Precious – Das Leben ist kostbar (Precious: Based on the Novel “Push” by Sapphire)
Mariah Carey, Lenny Kravitz, Mo’Nique, Paula Patton, Sherri Shepherd und Gabourey Sidibe

### 2011–2020
2011
The King’s Speech

Anthony Andrews, Helena Bonham Carter, Jennifer Ehle, Colin Firth, Michael Gambon, Derek Jacobi, Guy Pearce, Geoffrey Rush und Timothy Spall
Black Swan
Vincent Cassel, Barbara Hershey, Mila Kunis, Natalie Portman und Winona Ryder
The Fighter
Amy Adams, Christian Bale, Melissa Leo, Jack McGee und Mark Wahlberg
The Kids Are All Right
Annette Bening, Josh Hutcherson, Julianne Moore, Mark Ruffalo und Mia Wasikowska
The Social Network
Jesse Eisenberg, Andrew Garfield, Armie Hammer, Max Minghella, Josh Pence und Justin Timberlake
2012
The Help

Jessica Chastain, Viola Davis, Bryce Dallas Howard, Allison Janney, Chris Lowell, Ahna O’Reilly, Sissy Spacek, Octavia Spencer, Mary Steenburgen, Emma Stone, Cicely Tyson und Mike Vogel
The Artist
Bérénice Bejo, James Cromwell, Jean Dujardin, John Goodman und Penelope Ann Miller
Brautalarm (Bridesmaids)
Rose Byrne, Jill Clayburgh (postum), Ellie Kemper, Matt Lucas, Melissa McCarthy, Wendi McLendon-Covey, Chris O’Dowd, Maya Rudolph und Kristen Wiig
The Descendants – Familie und andere Angelegenheiten (The Descendants)
Beau Bridges, George Clooney, Robert Forster, Judy Greer, Matthew Lillard und Shailene Woodley
Midnight in Paris
Kathy Bates, Adrien Brody, Carla Bruni, Marion Cotillard, Rachel McAdams, Michael Sheen und Owen Wilson
2013
Argo

Ben Affleck, Alan Arkin, Kerry Bishé, Kyle Chandler, Rory Cochrane, Bryan Cranston, Christopher Denham, Tate Donovan, Clea DuVall, Victor Garber, John Goodman, Scoot McNairy und Chris Messina
Best Exotic Marigold Hotel (The Best Exotic Marigold Hotel)
Judi Dench, Celia Imrie, Bill Nighy, Dev Patel, Ronald Pickup, Maggie Smith, Tom Wilkinson und Penelope Wilton
Les Misérables
Isabelle Allen, Samantha Barks, Sacha Baron Cohen, Helena Bonham Carter, Russell Crowe, Anne Hathaway, Daniel Huttlestone, Hugh Jackman, Eddie Redmayne, Amanda Seyfried, Aaron Tveit und Colm Wilkinson
Lincoln
Daniel Day-Lewis, Sally Field, Joseph Gordon-Levitt, Hal Holbrook, Tommy Lee Jones, James Spader und David Strathairn
Silver Linings (Silver Linings Playbook)
Bradley Cooper, Robert De Niro, Anupam Kher, Jennifer Lawrence, Chris Tucker und Jacki Weaver
2014
American Hustle

Amy Adams, Christian Bale, Louis C.K., Bradley Cooper, Paul Herman Jack Huston, Jennifer Lawrence, Alessandro Nivola, Michael Peña, Jeremy Renner, Elisabeth Röhm und Shea Whigham
12 Years a Slave
Benedict Cumberbatch, Paul Dano, Garret Dillahunt, Chiwetel Ejiofor, Michael Fassbender, Paul Giamatti, Scoot McNairy, Lupita Nyong’o, Adepero Oduye, Sarah Paulson, Brad Pitt, Michael K. Williams und Alfre Woodard
Im August in Osage County (August: Osage County)
Abigail Breslin, Chris Cooper, Benedict Cumberbatch, Juliette Lewis, Margo Martindale, Ewan McGregor, Dermot Mulroney, Julianne Nicholson, Julia Roberts, Sam Shepard, Meryl Streep und Misty Upham
Dallas Buyers Club
Jennifer Garner, Jared Leto, Matthew McConaughey, Denis O’Hare, Dallas Roberts und Steve Zahn
Der Butler (The Butler)
Mariah Carey, John Cusack, Jane Fonda, Cuba Gooding junior, Terrence Howard, Lenny Kravitz, James Marsden, David Oyelowo, Alex Pettyfer, Vanessa Redgrave, Alan Rickman, Liev Schreiber, Forest Whitaker, Robin Williams und Oprah Winfrey
2015
Birdman oder (Die unverhoffte Macht der Ahnungslosigkeit) (Birdman or (The Unexpected Virtue of Ignorance))

Zach Galifianakis, Michael Keaton, Edward Norton, Andrea Riseborough, Amy Ryan, Emma Stone und Naomi Watts
Boyhood
Patricia Arquette, Ellar Coltrane, Ethan Hawke und Lorelei Linklater
Grand Budapest Hotel (The Grand Budapest Hotel)
F. Murray Abraham, Mathieu Amalric, Adrien Brody, Willem Dafoe, Ralph Fiennes, Jeff Goldblum, Harvey Keitel, Jude Law, Bill Murray, Edward Norton, Tony Revolori, Saoirse Ronan, Jason Schwartzman, Léa Seydoux, Tilda Swinton, Tom Wilkinson und Owen Wilson
The Imitation Game – Ein streng geheimes Leben (The Imitation Game)
Matthew Beard, Benedict Cumberbatch, Charles Dance, Matthew Goode, Rory Kinnear, Keira Knightley, Allen Leech und Mark Strong
Die Entdeckung der Unendlichkeit (The Theory of Everything)
Charlie Cox, Felicity Jones, Simon McBurney, Eddie Redmayne, David Thewlis und Emily Watson
2016
Spotlight

Billy Crudup, Brian d’Arcy James, Michael Keaton, Rachel McAdams, Mark Ruffalo, Liev Schreiber, John Slattery und Stanley Tucci
Beasts of No Nation
Abraham Attah, Kurt Egyiawan und Idris Elba
The Big Short
Christian Bale, Steve Carell, Ryan Gosling, Melissa Leo, Hamish Linklater, John Magaro, Brad Pitt, Rafe Spall, Jeremy Strong, Marisa Tomei und Finn Wittrock
Straight Outta Compton
Neil Brown Jr., Paul Giamatti, Corey Hawkins, Aldis Hodge, O’Shea Jackson junior und Jason Mitchell
Trumbo
Adewale Akinnuoye-Agbaje, Louis C.K., Bryan Cranston, David James Elliott, Elle Fanning, John Goodman, Diane Lane, Helen Mirren, Michael Stuhlbarg und Alan Tudyk
2017
Hidden Figures – Unerkannte Heldinnen (Hidden Figures)

Mahershala Ali, Kevin Costner, Kirsten Dunst, Taraji P. Henson, Aldis Hodge, Janelle Monáe, Jim Parsons, Glen Powell und Octavia Spencer
Captain Fantastic – Einmal Wildnis und zurück (Captain Fantastic)
Annalise Basso, Shree Crooks, Ann Dowd, Kathryn Hahn, Nicholas Hamilton, Samantha Isler, Frank Langella, George MacKay, Erin Moriarty, Viggo Mortensen, Missi Pyle, Charlie Shotwell und Steve Zahn
Fences
Jovan Adepo, Viola Davis, Stephen Henderson, Russell Hornsby, Saniyya Sidney, Denzel Washington und Mykelti Williamson
Manchester by the Sea
Casey Affleck, Matthew Broderick, Kyle Chandler, Lucas Hedges, Gretchen Mol und Michelle Williams
Moonlight
Mahershala Ali, Naomie Harris, André Holland, Jharrel Jerome, Janelle Monáe, Trevante Rhodes und Ashton Sanders
2018
Three Billboards Outside Ebbing, Missouri

Abbie Cornish, Peter Dinklage, Woody Harrelson, John Hawkes, Lucas Hedges, Željko Ivanek, Caleb Landry Jones, Frances McDormand, Clarke Peters, Sam Rockwell und Samara Weaving
The Big Sick
Adeel Akhtar, Holly Hunter, Zoe Kazan, Anupam Kher, Kumail Nanjiani, Ray Romano und Zenobia Shroff
Get Out
Caleb Landry Jones, Daniel Kaluuya, Catherine Keener, Stephen Root, Lakeith Stanfield, Bradley Whitford und Allison Williams
Lady Bird
Timothée Chalamet, Beanie Feldstein, Lucas Hedges, Tracy Letts, Stephen Henderson, Laurie Metcalf, Jordan Rodrigues, Saoirse Ronan, Odeya Rush, Marielle Scott und Lois Smith
Mudbound
Jonathan Banks, Mary J. Blige, Jason Clarke, Garrett Hedlund, Jason Mitchell, Rob Morgan und Carey Mulligan
2019
Black Panther

Angela Bassett, Chadwick Boseman, Sterling K. Brown, Winston Duke, Martin Freeman, Danai Gurira, Michael B. Jordan, Daniel Kaluuya, Lupita Nyong’o, Andy Serkis, Forest Whitaker und Letitia Wright
A Star Is Born
Dave Chappelle, Andrew Dice Clay, Bradley Cooper, Sam Elliott, Rafi Gavron, Lady Gaga und Anthony Ramos
BlacKkKlansman
Harry Belafonte, Adam Driver, Topher Grace, Laura Harrier, Corey Hawkins und John David Washington
Bohemian Rhapsody
Lucy Boynton, Aidan Gillen, Ben Hardy, Tom Hollander, Gwilym Lee, Allen Leech, Rami Malek, Joseph Mazzello und Mike Myers
Crazy Rich (Crazy Rich Asians)
Awkwafina, Gemma Chan, Henry Golding, Ken Jeong, Lisa Lu, Harry Shum junior, Constance Wu und Michelle Yeoh
2020
Parasite (기생충, Gisaengchung)

Cho Yeo-jeong, Choi Woo-shik, Jang Hye-jin, Jeong Ji-so, Jung Hyun-joon, Lee Jung-eun, Lee Sun-kyun, Park Myung-hoon, Park So-dam und Song Kang-ho
Bombshell – Das Ende des Schweigens (Bombshell)
Connie Britton, Allison Janney, Nicole Kidman, John Lithgow, Malcolm McDowell, Kate McKinnon, Margot Robbie und Charlize Theron
The Irishman
Bobby Cannavale, Robert De Niro, Stephen Graham, Harvey Keitel, Al Pacino, Anna Paquin, Joe Pesci und Ray Romano
Jojo Rabbit
Alfie Allen, Roman Griffin Davis, Scarlett Johansson, Thomasin McKenzie, Stephen Merchant, Sam Rockwell, Taika Waititi und Rebel Wilson
Once Upon a Time in Hollywood
Austin Butler, Julia Butters, Bruce Dern, Leonardo DiCaprio, Dakota Fanning, Emile Hirsch, Damian Lewis, Mike Moh, Timothy Olyphant, Al Pacino, Luke Perry (postum), Brad Pitt, Margaret Qualley und Margot Robbie

### 2021–2030
2021
The Trial of the Chicago 7

Yahya Abdul-Mateen II, Sacha Baron Cohen, Joseph Gordon-Levitt, Kelvin Harrison Jr., Michael Keaton, Frank Langella, John Carroll Lynch, Eddie Redmayne, Mark Rylance, Alex Sharp und Jeremy Strong
Da 5 Bloods
Chadwick Boseman (postum), Paul Walter Hauser, Nguyễn Ngọc Lâm, Lê Y Lan, Norm Lewis, Delroy Lindo, Jonathan Majors, Ngô Thanh Vân, Johnny Trí Nguyễn, Jasper Pääkkönen, Clarke Peters, Sandy Hương Phạm, Jean Reno, Mélanie Thierry und Isiah Whitlock Jr.
Ma Rainey’s Black Bottom
Chadwick Boseman (postum), Jonny Coyne, Viola Davis, Colman Domingo, Michael Potts und Glynn Turman
Minari – Wo wir Wurzeln schlagen (Minari)
Noel Kate Cho, Han Ye-ri, Scott Haze, Alan Kim, Will Patton, Steven Yeun und Yoon Yeo-jeong
One Night in Miami
Kingsley Ben-Adir, Beau Bridges, Lawrence Gilliard junior, Eli Goree, Aldis Hodge, Michael Imperioli, Joaquina Kalukango, Leslie Odom Jr., Lance Reddick und Nicolette Robinson
2022
Coda

Eugenio Derbez, Daniel Durant, Emilia Jones, Troy Kotsur, Marlee Matlin und Ferdia Walsh-Peelo
Belfast
Caitríona Balfe, Judi Dench, Jamie Dornan, Jude Hill, Ciarán Hinds und Colin Morgan
Don’t Look Up
Cate Blanchett, Timothée Chalamet, Leonardo DiCaprio, Ariana Grande, Jonah Hill, Jennifer Lawrence, Melanie Lynskey, Scott Mescudi, Rob Morgan, Himesh Patel, Ron Perlman, Tyler Perry, Mark Rylance und Meryl Streep
House of Gucci
Adam Driver, Lady Gaga, Salma Hayek, Jack Huston, Jeremy Irons, Jared Leto und Al Pacino
King Richard
Jon Bernthal, Aunjanue Ellis, Tony Goldwyn, Saniyya Sidney, Demi Singleton und Will Smith
2023
Everything Everywhere All at Once

Jamie Lee Curtis, James Hong, Stephanie Hsu, Ke Huy Quan, Harry Shum junior, Jenny Slate und Michelle Yeoh
Babylon – Rausch der Ekstase (Babylon)
Jovan Adepo, P. J. Byrne, Diego Calva, Lukas Haas, Olivia Hamilton, Li Jun Li, Tobey Maguire, Max Minghella, Brad Pitt, Margot Robbie, Rory Scovel, Jean Smart und Katherine Waterston
The Banshees of Inisherin
Kerry Condon, Colin Farrell, Brendan Gleeson und Barry Keoghan
Die Fabelmans (The Fabelmans)
Jeannie Berlin, Paul Dano, Judd Hirsch, Gabriel LaBelle, David Lynch, Seth Rogen und Michelle Williams
Die Aussprache (Women Talking)
Jessie Buckley, Claire Foy, Kate Hallett, Judith Ivey, Rooney Mara, Sheila McCarthy, Frances McDormand, Michelle McLeod, Liv McNeil, Ben Whishaw und August Winter
2024
Oppenheimer

Casey Affleck, Emily Blunt, Kenneth Branagh, Matt Damon, Robert Downey Jr., Josh Hartnett, Rami Malek, Cillian Murphy und Florence Pugh
Amerikanische Fiktion (American Fiction)
Erika Alexander, Adam Brody, Sterling K. Brown, Keith David, John Ortiz, Issa Rae, Tracee Ellis Ross, Leslie Uggams und Jeffrey Wright
Barbie
Michael Cera, Will Ferrell, America Ferrera, Ryan Gosling, Ariana Greenblatt, Kate McKinnon, Helen Mirren, Rhea Perlman, Issa Rae und Margot Robbie
Die Farbe Lila (The Color Purple)
Halle Bailey, Fantasia Barrino, Jon Batiste, Danielle Brooks, Ciara, Colman Domingo, Aunjanue Ellis, Louis Gossett Jr., Corey Hawkins, Taraji P. Henson, Phylicia Pearl Mpasi und Gabriella Wilson
Killers of the Flower Moon
Tantoo Cardinal, Robert De Niro, Leonardo DiCaprio, Brendan Fraser, Lily Gladstone, John Lithgow und Jesse Plemons
2025
Konklave (Conclave)

Sergio Castellitto, Ralph Fiennes, John Lithgow, Lucian Msamati, Isabella Rossellini und Stanley Tucci
Anora
Juri Borissow, Mark Eidelschtein, Karren Karagulian, Mikey Madison, Alexei Serebrjakow und Watsche Towmasjan
Like A Complete Unknown (A Complete Unknown)
Monica Barbaro, Norbert Leo Butz, Timothée Chalamet, Elle Fanning, Dan Fogler, Will Harrison, Eriko Hatsune, Boyd Holbrook, Scott McNairy, Big Bill Morganfield und Edward Norton
Emilia Pérez
Karla Sofía Gascón, Selena Gomez, Adriana Paz und Zoë Saldaña
Wicked
Jonathan Bailey, Marissa Bode, Peter Dinklage, Cynthia Erivo, Jeff Goldblum, Ariana Grande, Ethan Slater, Bowen Yang und Michelle Yeoh